# Marco Tezza
Marco Tezza (Vicenza, 11 settembre 1964) è un pianista e direttore d'orchestra italiano.

## Biografia
Si diploma nel 1984 in pianoforte con il massimo dei voti, la lode e la menzione d'onore, affina la sua preparazione in Italia con Jörg Demus, György Sándor, Bruno Canino e, in Francia, con Aquiles Delle Vigne frequentando l'Ecole Normale "A.Cortot" di Parigi dove ottiene il Diplome Superieur d'Exécution. Studia poi direzione d'orchestra con Ludmil Deshev a Sofia.
A questo affianca importanti affermazioni in numerosi concorsi pianistici tra i quali il Città di Treviso (1º premio), e una fitta attività concertistica in prestigiose sale in Europa, nel continente americano, in Africa e in Medio Oriente, tra le quali: Gran Teatro La Fenice di Venezia, Tonhalle di Zurigo, Salle Cortot di Parigi, Musichalle di Amburgo, Culture Salle di Sofia, Tawes Theatre di Washington, Villa Lobos Hall a San Paulo, Assembley Hall di Beirut.
Gli impegni concertistici non gli impediscono, tuttavia, di concludere anche gli studi violinistici (disciplina che si rivelerà di basilare importanza per la successiva carriera direttoriale) e di fondare, nel 1994, la Stravinskij Chamber Orchestra.
Marco Tezza ha avuto come partner per la musica da camera strumentisti quali Ughi, Brunello, Carmignola, Ashkenazy, Klein. Assieme al contrabbassista Daniele Roccato e il bandoneonista Massimiliano Pitocco ha da poco fondato il Tris Tango.
Ha tenuto masterclasses presso l'Université de S.Esprit di Beirut (presso la quale gli è affidata una cattedra di "Professeur invité"), al Conservatorio di Sofia, al Victorian College of the Arts di Melbourne e la University of South Florida.
Tezza ha collaborato, in veste di solista e di direttore, con orchestre quali: I Fiati della Scala, l'Accademia Bizantina, l'Orchestra Sinfonica Toscanini, l'Orchestra di Padova e del Veneto, la Sofia Chamber Orchestra, l'Orchestra Sinfonica di Stato di Plovdiv, l'Orchestra della Jeunesse Musicale, la Praga Simphony Orchestra, la Jugend-Symphonie-orchester des Saarlandes, la "Sofia FM Young Radio Orchestra".
Ha inciso LP e CD per le etichette Balkanton, Klingsor, AS disc Velut Luna e OnClassical.
È titolare della cattedra di pianoforte presso il Conservatorio Pedrollo di Vicenza.